# Larbi Aherdane
Larbi Aherdane (ar. العربي أحرضان; ur. 6 czerwca 1954 w Casablance) – marokański piłkarz grający na pozycji obrońcy. W swojej karierze grał w reprezentacji Maroka.

## Kariera klubowa
Całą swoją karierę piłkarską Aherdane spędził w klubie Wydad Casablanca, w którym zadebiutował w 1969 roku i w którym grał do 1983 roku. Trzykrotnie wywalczył z nim mistrzostwo Maroka w sezonach 1975/1976, 1976/1977 i 1977/1978 oraz dwukrotnie wicemistrzostwo w sezonach 1971/1972, 1979/1980 i 1981/1982. Zdobył też cztery Puchary Maroka w sezonach 1969/1970, 1977/1978, 1978/1979 i 1980/1981.

## Kariera reprezentacyjna
W reprezentacji Maroka Aherdane zadebiutował w 1970 roku. W 1972 roku powołano go do kadry na Puchar Narodów Afryki 1972. Zagrał w nim w dwóch meczach grupowych: z Kongiem (0:0) i z Sudanem (1:1).
W 1976 roku Aherdane był w kadrze Maroka na Puchar Narodów Afryki 1976. Zagrał w nim w sześciu meczach: grupowych z Sudanem (2:2), z Zairem (1:0) i z Nigerią (3:1), w którym strzelił gola, oraz w serii finałowej z Egiptem (2:1), z Nigerią (2:1) i z Gwineą (1:1). Z Marokiem wywalczył mistrzostwo Afryki.
W 1978 roku Aherdane powołano do kadry na Puchar Narodów Afryki 1978. W nim rozegrał trzy mecze grupowe: z Tunezją (1:1), z Kongiem (1:0) i z Ugandą (0:3). W kadrze narodowej grał do 1979 roku.